# Giacomo di Castiglia
Giacomo di Castiglia (1267 – Orgaz, 9 agosto 1284) fu un principe castigliano, signore di Cameros e re di Murcia.

## Origine
Giacomo, come conferma il documento di donazione, datato 1279 delle Pruebas de la historia de la Casa de Lara era figlio del re di Castiglia e di León e futuro re dei Romani, Alfonso X e di Violante d'Aragona (Don Alfonso, por la gracia de Dios, Rey...... en uno con la Reyna doña Yolant mi muger y con nuestros fijos el Infante don Sancho fijo mayor y heredero, y con don Pedro, y D. John, y D. Jaymes), che, come riporta la Cronaca piniatense, era figlia del Re di Aragona, Conte di Barcellona e delle altre contee catalane, re di Valencia e di Maiorca, signore di Montpellier e Carladès, Giacomo I il Conquistatore e della principessa ungherese Violante, figlia del re di Ungheria Andrea II e della principessa di Costantinopoli Iolanda di Courtenay.

Alfonso X, come riportano i documenti n° XX e XXVII dei DOCUMENTOS DE LA Iglesia Colegial de Santa María la Mayor (hoy Metropolitana) DE VALLADOLID, Siglo XIII, era il figlio maschio primogenito del re di Castiglia, Ferdinando III e della sua prima moglie Elisabetta Hohenstaufen (detta Beatrice di Svevia alla corte di Castiglia)(Ferrandus Dei gratia Rex Castelle et Toleti una cum uxore mea Regina Beatrice et filiis meis Alfonso, Frederico, Fernando)(Ferrandus Dei gratia Rex Castelle et Toleti una cum uxore mea Regina Beatrice et filiis meis Alfonso, Frederico, Ferrando, Henrico), che, come riportano sia gli Annales Marbacenses era figlia del duca di Svevia e re di Germania, Filippo di Svevia (1179-1208, e di Irene Angelo (1181-1208), che secondo il Nicetae Choniatae Historia era figlia dell'imperatore di Costantinopoli, Isacco II Angelo e della prima moglie, Irene Tornikaina (ex priore coniuge libera susceptis, filiabus duabus et uno filio.... alteram" married "Siciliam regis Tangris filio), forse della famiglia dei Paleologi).

## Biografia
Era il figlio maschio ultimogenito del re Alfonso X di Castiglia e della principessa Violante d'Aragona e gli era stato imposto il nome del nonno materno il re d'Aragona, Giacomo I il Conquistatore, sia secondo il Diccionario biográfico español, Real Academia de la Historia, che secondo le Memorias historicas del Rei Alonso el Sabio.
Passò i primi anni di vita a Siviglia e all'età di circa setta anni fu al seguito del padre, Alfonso X, quando si recò a Belcaire per incontrare il papa.
Tra il 1274 ed il 1275 vi erano state delle sollevazioni contro suo padre, Alfonso X, per cui nel 1276 il signore di Cameros, Simon Ruiz, fu accusato di cospirazione contro il sovrano e nel 1277 fu condannato a morte, assieme al fratello di Alfonso X e zio paterno di Giacomo, l'infante Federico di Castiglia; anche gli Annali toledani riportano che Alfonso X condannò a morte per cospirazione ai danni della corona, Federico e Simon Ruiz, nel 1277 (Rex Alfonsus mediante justitia occidit Dñm Fredicum et Dominum Simonem Roderici de los Cameros). 

Giacomo ricevette nell'estate di quello stesso anno (1277) la signoria di Cameros da suo padre.
Il 17 febbraio 1281 Giacomo fu nominato cavaliere dal padre a Burgos e giurò fedeltà alla corona il giorno dei matrimoni dei fratelli Giovanni e Pietro; secondo le Memorias historicas del Rei Alonso el Sabio invece era stato nominato cavaliere, in occasione del matrimonio di suo fratello Ferdinando con Bianca di Francia da Ferdinando stesso, assieme ai fratelli Giovanni e Pietro.
Quando la guerra civile iniziò nel regno di Castiglia e Leon tra Alfonso X il Saggio e il figlio Sancho Giacomo prese dapprima le parti del fratello maggiore ma nel marzo 1283 tornò al servizio di suo padre.

Nel 1283 in collaborazione con Juan Alfonso de Haro fomentò la rivolta delle città di Soria e Ágreda contro suo fratello l'Infante Sancio che aveva temporaneamente preso il trono di loro padre..  

Alfonso X, come ricompensa per il servizio prestato ancora una volta, nel suo testamento lasciò a Giacomo il regno di Murcia, a condizione che si considerasse vassallo del regno di Castiglia e Leon.
Alfonso X morì il 4 aprile 1284 (pridie Non Apr obiit nobilissimus Rex Alfonsus), a Siviglia, dove fu inumato nella cattedrale di Santa Maria, accanto ai genitori, come riporta il Diccionario biográfico español, Real Academia de la Historia.
Giacomo però morì, a Orgaz, pochi mesi dopo, sempre nel 1284, prima di entrarne in possesso del suo regno, come confermano gli Anales toledanos (obiit filius eius Jacobus, nondum decem et otto annorum, aput Orgaz V Id Aug).

## Discendenza
Di Giacomo non si conosce l'esistenza di una eventuale moglie, anche se lo storico Salazar de Mendoza riporta che aveva sposato una figlia di Guglielmo VII del Monferrato.
Di Giacomo non si conoscono eventuali discendenti.

## Ascendenza
|                             |                     |                         | Genitori                      |  |  | Nonni |  |  | Bisnonni           |  |  | Trisnonni             |  |
|                             |                     |                         |                               |  |  |       |  |  | Alfonso IX di León |  |  | Ferdinando II di León |  |
|                             |                     |                         |                               |  |  |       |  |  | Alfonso IX di León |  |  | Ferdinando II di León |  |
|                             |                     | Urraca del Portogallo   |                               |  |  |       |  |  | Alfonso IX di León |  |  |                       |  |
| Ferdinando III di Castiglia |                     |                         |                               |  |  |       |  |  | Alfonso IX di León |  |  |                       |  |
|                             |                     | Berenguela di Castiglia | Alfonso VIII di Castiglia     |  |  |       |  |  |                    |  |  |                       |  |
|                             |                     | Berenguela di Castiglia | Alfonso VIII di Castiglia     |  |  |       |  |  |                    |  |  |                       |  |
|                             |                     | Berenguela di Castiglia | Eleonora d'Inghilterra        |  |  |       |  |  |                    |  |  |                       |  |
| Alfonso X di Castiglia      |                     | Berenguela di Castiglia |                               |  |  |       |  |  |                    |  |  |                       |  |
|                             |                     | Filippo di Svevia       | Federico Barbarossa           |  |  |       |  |  |                    |  |  |                       |  |
|                             |                     | Filippo di Svevia       | Federico Barbarossa           |  |  |       |  |  |                    |  |  |                       |  |
|                             |                     | Filippo di Svevia       | Beatrice di Borgogna          |  |  |       |  |  |                    |  |  |                       |  |
| Beatrice di Svevia          |                     | Filippo di Svevia       |                               |  |  |       |  |  |                    |  |  |                       |  |
|                             |                     | Irene Angelo            | Isacco II Angelo              |  |  |       |  |  |                    |  |  |                       |  |
|                             |                     | Irene Angelo            | Isacco II Angelo              |  |  |       |  |  |                    |  |  |                       |  |
|                             |                     | Irene Angelo            | Irene                         |  |  |       |  |  |                    |  |  |                       |  |
| Giacomo di Castiglia        |                     | Irene Angelo            |                               |  |  |       |  |  |                    |  |  |                       |  |
|                             | Pietro II d'Aragona | Alfonso II d'Aragona    |                               |  |  |       |  |  |                    |  |  |                       |  |
|                             | Pietro II d'Aragona | Alfonso II d'Aragona    |                               |  |  |       |  |  |                    |  |  |                       |  |
|                             | Pietro II d'Aragona | Sancha di Castiglia     |                               |  |  |       |  |  |                    |  |  |                       |  |
| Giacomo I d'Aragona         | Pietro II d'Aragona |                         |                               |  |  |       |  |  |                    |  |  |                       |  |
|                             |                     | Maria di Montpellier    | Guglielmo VIII di Montpellier |  |  |       |  |  |                    |  |  |                       |  |
|                             |                     | Maria di Montpellier    | Guglielmo VIII di Montpellier |  |  |       |  |  |                    |  |  |                       |  |
|                             |                     | Maria di Montpellier    | Eudocia Comnena               |  |  |       |  |  |                    |  |  |                       |  |
| Violante d'Aragona          |                     | Maria di Montpellier    |                               |  |  |       |  |  |                    |  |  |                       |  |
|                             |                     | Andrea II d'Ungheria    | Bela III d'Ungheria           |  |  |       |  |  |                    |  |  |                       |  |
|                             |                     | Andrea II d'Ungheria    | Bela III d'Ungheria           |  |  |       |  |  |                    |  |  |                       |  |
|                             |                     | Andrea II d'Ungheria    | Agnese di Chatillon           |  |  |       |  |  |                    |  |  |                       |  |
| Iolanda d'Ungheria          |                     | Andrea II d'Ungheria    |                               |  |  |       |  |  |                    |  |  |                       |  |
|                             |                     | Iolanda di Courtenay    | Pietro II di Courtenay        |  |  |       |  |  |                    |  |  |                       |  |
|                             |                     | Iolanda di Courtenay    | Pietro II di Courtenay        |  |  |       |  |  |                    |  |  |                       |  |
|                             |                     | Iolanda di Courtenay    | Iolanda di Fiandra            |  |  |       |  |  |                    |  |  |                       |  |
|                             |                     | Iolanda di Courtenay    |                               |  |  |       |  |  |                    |  |  |                       |  |

### Fonti primarie
- (LA)  Monumenta Germaniae Historica, Scriptores, tomus XVII.
- (LA)  (ES)  #ES España sagrada, Volume 23.
- (LA)  #ES DOCUMENTOS DE LA Iglesia Colegial de Santa María la Mayor (hoy Metropolitana) DE VALLADOLID, Siglo XIII.
- (LA)  Nicetae Choniatae Historia, Imperiii Isaacii Angeli
- (ES)  Crónica de San Juan de la Peña.
- (ES)  Crónicas de los reyes de Castilla: Crónica del rey don Alfonso Décimo.
- (ES)  Pruebas de la historia de la Casa de Lara.
- (ES)  Memorias historicas del Rei Alonso el Sabio

### Letteratura storiografica
- Hilda Johnstone, "Francia: gli ultimi capetingi", in Storia del mondo medievale, vol. VI, 1999, pp.569–607
- in lingua spagnola salvo diverso avviso
  - Jofré De Loaysa, Antonio García Martínez,  (1982). Academia Alfonso X el Sabio, Colección Biblioteca Murciana de bolsillo Nº 27. ed. Crónicas de los Reyes de Castilla Fernando III, Alfonso X, Sancho IV y Fernando IV (1248-1305). latín y castellano (2ª edición). Murcia. ISBN 84-00-05017-7.
  - H. Salvador Martínez, (2003). Alfonso X el Sabio (1ª edición). Madrid: Ediciones Polifemo. ISBN 9788486547660.
  - Faustino Menéndez Pidal de Navascués, (1982). Instituto Luis de Salazar y Castro. ed. Heráldica medieval española. Volumen I: La Casa Real de Castilla y León. Hidalguía. ISBN 8400051505.
  - Félix Pérez Algar,  (1997). Alfonso X el Sabio: Biografía. Madrid: Studium Generalis. ISBN 84-605-6339-1.
  - Julio Valdeón Baruque,  (2003). Alfonso X: la forja de la España moderna (1ª edición). Ediciones Temas de Hoy, S.A.. ISBN 84-8460-277-X.
  - Julio Valdeón Baruque,  (1986). Junta de Castilla y León, Consejería de Educación y Cultura. ed. Alfonso X el Sabio (1ª edición). Castilla y León. ISBN 84-505-3366-X.
  - Jerónimo Zurita, (2005). Institución Fernando el Católico. ed. Anales de Aragón (1ª edición). ISBN 84-7820-823-2.